# Сашими
Саши́ми (яп. 刺身 сасими) или саси́ми — блюдо национальной японской кухни. Одно из древнейших японских блюд, традиционно употребляется на праздники. Деликатес, состоящий из свежей сырой рыбы или мяса, нарезанных тонкими ломтиками и часто употребляемых с соевым соусом.

## Приготовление
Японские повара́ считают сашими самым изысканным блюдом в японской официальной трапезе и рекомендуют есть его до того, как другие сильные вкусы подействуют на восприятие.
Нарезанные морепродукты, составляющие основной ингредиент, обычно украшаются гарниром. Типичный гарнир — дайкон, нарезанный длинными тонкими нитями, или отдельные листья травы периллы. Гарниры для сашими обычно называются цума и могут включать ломтики других сырых овощей, например, огурцов и моркови, а также морские водоросли, цветы, листья и стебли других растений.
Сашими принято подавать с соевым соусом и такими приправами, как паста васаби, тёртый свежий имбирь, гари (маринованный имбирь), тёртый свежий чеснок. Соус пондзу подаётся для мясных сашими. Пасту васаби иногда подмешивают прямо в соевый соус, чего обычно не делают, когда едят суши (которые сами по себе обычно включают васаби). Причина подачи васаби и гари к сашими, помимо вкуса, заключается в уничтожении вредных бактерий и паразитов, которые могут присутствовать в сырых морепродуктах.
Чтобы подчеркнуть тонкий вкус и текстуру, повар нарезает рыбу разной толщины в зависимости от сорта рыбы, её возраста и сезона. Нарезка хира-дзукури (буквально «плоский ломтик») — это стандартная нарезка для большинства сашими. Обычно это кусочки размером с домино и толщиной 10 мм. Чаще всего таким образом нарезают тунца и лосося. Усу-дзукури (буквально «тонкий ломтик») — это очень тонкий ломтик, нарезанный по диагонали, который чаще всего используется для разделки твёрдой рыбы, такой как лещ, путассу и камбала. Размеры такого ломтика обычно составляют 50 мм в длину и 2 мм в ширину. Нарезка каку-дзукури (буквально «квадратный ломтик») — это стиль, при котором сашими нарезают небольшими кубиками, размер которых составляет 20 мм с каждой стороны. Нарезка ито-дзукури (буквально «нитяной ломтик») — это стиль, при котором рыба нарезается на тонкие полоски диаметром менее 2 мм. Рыба, обычно нарезанная в стиле ито-дзукури, включает в себя саргана и кальмара.

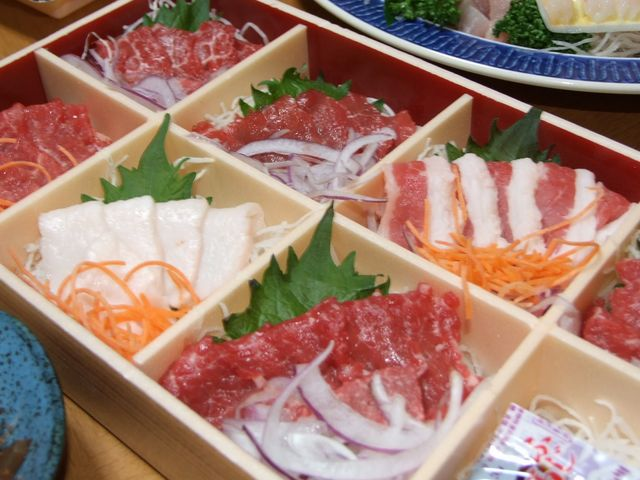
Басаси — сашими из конины

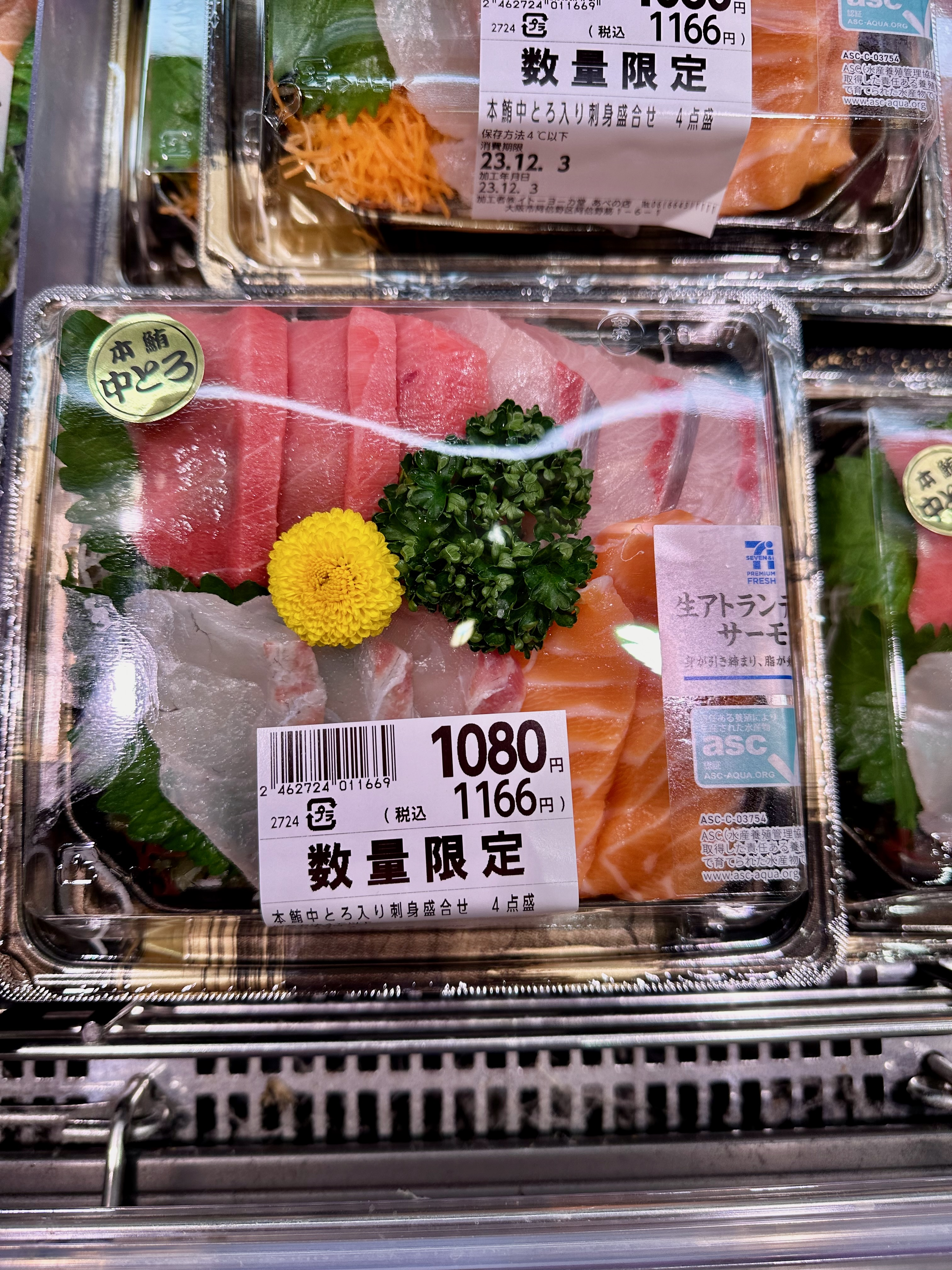
Готовые сашими в японском супермаркете

Наиболее популярными ингредиентами для приготовления сашими являются:
- Лосось (яп. 鮭  сакэ)
- Кальмары (яп. いか  ика)
- Креветки (яп. えび  эби)
- Тунец (яп. まぐろ  магуро)
- Скумбрия (яп. さば  саба)
- Ставридовые (яп. あじ  адзи)
- Осьминог (яп. たこ  тако)
- Желтохвост (яп. はまち  хамати)
- Такифугу (яп. ふぐ  фугу)
- Морские гребешки (яп. ほたて貝  хотатэ гай)
- Морские ежи (яп. ウニ  уни)
- Мясо кита (яп. 鯨肉  гэй нику)
- Говядина вагю (яп. 和牛 вагю)

## Опасность
Употребление сашими в сыром виде может привести к пищевому недугу при наличии бактерий или паразитов. Например, анизакидоз — это заболевание, вызванное случайным проглатыванием личинок нематод из семейства анизакидовых, в основном Anisakis simplex, а также Pseudoterranova decipiens. Кроме того, неправильно приготовленная рыба фугу может содержать тетродотоксин, мощный нейротоксин.
Ещё один вид пищевого недуга, который может возникнуть после употребления испорченных сашими — дифиллоботриоз. Это заболевание представляет собой инфекцию в кишечнике, которая возникает при употреблении ленточного червя Dibothriocephalus latus. Обычные рыбы, такие как форель, лосось, щука и морской окунь, содержат в своих мышцах личинки этого паразита. С тех пор как в северной части Японии появилась система перевозки охлаждённой рыбы, а также потребление лосося и форели, ежегодно регистрируется всё больше случаев заболевания этой болезнью.
Традиционно рыба, которая хотя бы часть своей жизни проводит в солоноватой или пресной воде, считалась непригодной для сашими из-за возможности заражения паразитами. Например, лосось, проходная рыба, традиционно не употребляется в пищу прямо из реки. Исследование, проведённое в Сиэтле, показало, что во всех диких лососях были обнаружены личинки круглых червей, способные заразить человека, в то время как в лососе, выращенном на фермах, личинок круглых червей не было. Однако исследование, проведённое по заказу Фонда Пью, показало, что общее количество органических загрязнителей постоянно и значительно выше в группе выращенного лосося, чем в диком лососе.
Замораживание часто используется для уничтожения паразитов. Согласно нормам Европейского союза, замораживание рыбы при температуре −20 °C в течение 24 часов убивает паразитов. Food and Drug Administration (FDA) рекомендует замораживать рыбу при температуре −35 °C в течение 15 часов или при температуре −20 °C в течение 7 дней.
Хотя Канада не регулирует заморозку рыбы на федеральном уровне, Британская Колумбия и Альберта добровольно придерживаются рекомендаций, схожих с рекомендациями FDA. В Онтарио была предпринята попытка законодательно закрепить заморозку как часть требований к обработке сырых продуктов, однако вскоре эта идея была отменена из-за протестов представителей отрасли, которые заявили, что тонкие вкусовые качества и текстура сырой рыбы будут уничтожены замораживанием. Вместо этого в Онтарио решили рассмотреть вопрос о правилах обработки сырой рыбы перед подачей на стол.
Некоторые виды рыбы для сашими обрабатывают угарным газом, чтобы сохранить красный цвет плоти на более длительное время хранения. Такая практика позволяет испорченной рыбе казаться свежей.
Употребление куриного сашими — серьёзный риск пищевого отравления. Несмотря на то что это блюдо существует, хотя его и трудно найти, многие повара́ готовят его неправильно. Кроме того, в некоторых ресторанах для приготовления куриных сашими часто используют бедро, печень и внешнюю часть грудки.